# Adenia pechuelii
Adenia pechuelii là một loài thực vật có hoa trong họ Lạc tiên. Loài này được (Engl.) Harms mô tả khoa học đầu tiên năm 1897.